# Eckhard Weigel
Eckhard Weigel (* 4. Juni 1942 in Chemnitz) ist ein deutscher Architekt sowie Politiker 
(DDR-CDU, ab 1990 CDU) und ehemaliges Mitglied des Sächsischen Landtages.

## Leben
Nach der Grundschule besuchte Eckhard Weigel die EOS in Karl-Marx-Stadt, wo er sein Abitur ablegte. Es folgte ein Architekturstudium an der Technischen Universität Dresden mit dem Abschluss als Diplom-Ingenieur im Jahr 1968. Im Jahr 1977 promovierte er in Dresden zum Doktor-Ingenieur.
Zwischen 1968 und 1971 war Weigel Entwurfsarchitekt im Wohnungsbaukombinat Karl-Marx-Stadt. Von 1971 bis 1982 folgte eine Tätigkeit als Architekt und Stadtplaner im Büro des Stadtarchitekten in Karl-Marx-Stadt. Anschließend, von 1982 bis 1989, war er Stellvertreter des Stadtarchitekten für Wohnungsbau. Zwischen 1989 und 1990 arbeitete Weigel als Stadtarchitekt in Chemnitz. Ab 1990 war er Dezernent für Stadtentwicklung und Bauordnung in Chemnitz.
Weigel ist Mitglied im Bund Deutscher Architekten. Er ist evangelisch, verheiratet und hat ein Kind.

## Politik
Eckhard Weigel trat 1968 in die DDR-Blockpartei CDU ein. Ab 1974 war er Vorsitzender der Ortsgruppe Niederwiesa. Zwischen 1975 und 1989 war er Abgeordneter im Kreistag Flöha.
Im Oktober 1990 wurde Weigel über den Wahlkreis 51 (Flöha) mit 58,8 Prozent der Stimmen in den Sächsischen Landtag gewählt. Dort war er Mitglied im Ausschuss für Bau und Verkehr sowie im Untersuchungsausschuss Arbeitsfähigkeit des Sächsischen Landtages. Am 17. Februar 1992 legte Weigel sein Mandat nieder, bevor die Sächsischen Landtagsabgeordneten auf eine Zusammenarbeit mit der Stasi überprüft wurden.

## Belege
- Klaus-Jürgen Holzapfel (Hrsg.): Sächsischer Landtag. 1. Wahlperiode 1990–1994. Volkshandbuch. NDV Neue Darmstädter Verlagsanstalt, Rheinbreitbach 1991, ISBN 3-87576-265-7, S. 69. (Ausschüsse: S. 88 und 95) (Stand Mai 1991)